# Anemone
- Commons
- Wikispecies

Anemone L. é um gênero botânico da família Ranunculaceae, conhecido vulgarmente como anêmona (pronúncia em português: [ɐˈnẽmõnɐ]) ou anémona ([ɐˈnɛmunɐ]).

## Espécies
| - Anemone altaica - Anemone apennina - Anemone baicalensis - Anemone baldensis - Anemone biarmiensis - Anemone biflora - Anemone blanda - Anemone bucharica - Anemone canadensis - Anemone capensis - Anemone caroliniana - Anemone caucasica - Anemone coerulea - Anemone coronaria - Anemone cylindrica - Anemone deltoidea - Anemone demissa - Anemone dichotoma - Anemone elongata - Anemone eranthoides - Anemone fanninii | - Anemone flaccida - Anemone glauciifolia - Anemone gortschakowii - Anemone heldreichiana - Anemone hortensis - Anemone hupehensis - Anemone keiskeana - Anemone lancifolia - Anemone leveillei - Anemone lithophila - Anemone magellanica - Anemone mexicana - Anemone multifida - Anemone narcissiflora - Anemone nemorosa - Anemone nikoensis - Anemone obtusiloba - Anemone palmata - Anemone parviflora - Anemone pavonina - Anemone petiolulosa | - Anemone polyanthes - Anemone quinquefolia - Anemone raddeana - Anemone ranunculoides - Anemone reflexa - Anemone riparia - Anemone rivularis - Anemone rupicola - Anemone sibirica - Anemone sylvestris - Anemone tetrasepala - Anemone tomentosa - Anemone trifolia - Anemone trullifolia - Anemone tschernjaewii - Anemone tuberosa - Anemone villosissima - Anemone virginiana - Anemone vitifolia - Anemone zephyra |

- Lista completa

## Classificação do gênero
| Sistema | Classificação                      | Referência               |
| ------- | ---------------------------------- | ------------------------ |
| Linné   | Classe Polyandria, ordem Polygynia | Species plantarum (1753) |